# Groven (Dithmarschen)
Groven ist eine Gemeinde im Kreis Dithmarschen in Schleswig-Holstein.

## Geografie

### Geografische Lage
Das Gemeindegebiet von Groven erstreckt sich unmittelbar an der letzten Biegung der Eider in ihr Ästuar auf dem östlichen Ufer gegenüber von der Stadt Tönning im Naturraum Dithmarscher Marsch.

### Gemeindegliederung
Neben der Streusiedlung gleichen Namens befinden sich auch die Höfesiedlungen Flehderwurth und Mahde, sowie Nesserdeich und Wollersum, zwei weitere Streusiedlungen, im Gemeindegebiet.

### Nachbargemeinden
Nachbargemeinden sind im Uhrzeigersinn im Norden beginnend die Gemeinden Lehe, Lunden, Krempel, Rehm-Flehde-Bargen und Karolinenkoog (alle im Kreis Dithmarschen) sowie Oldenswort (im Kreis Nordfriesland).

## Geschichte

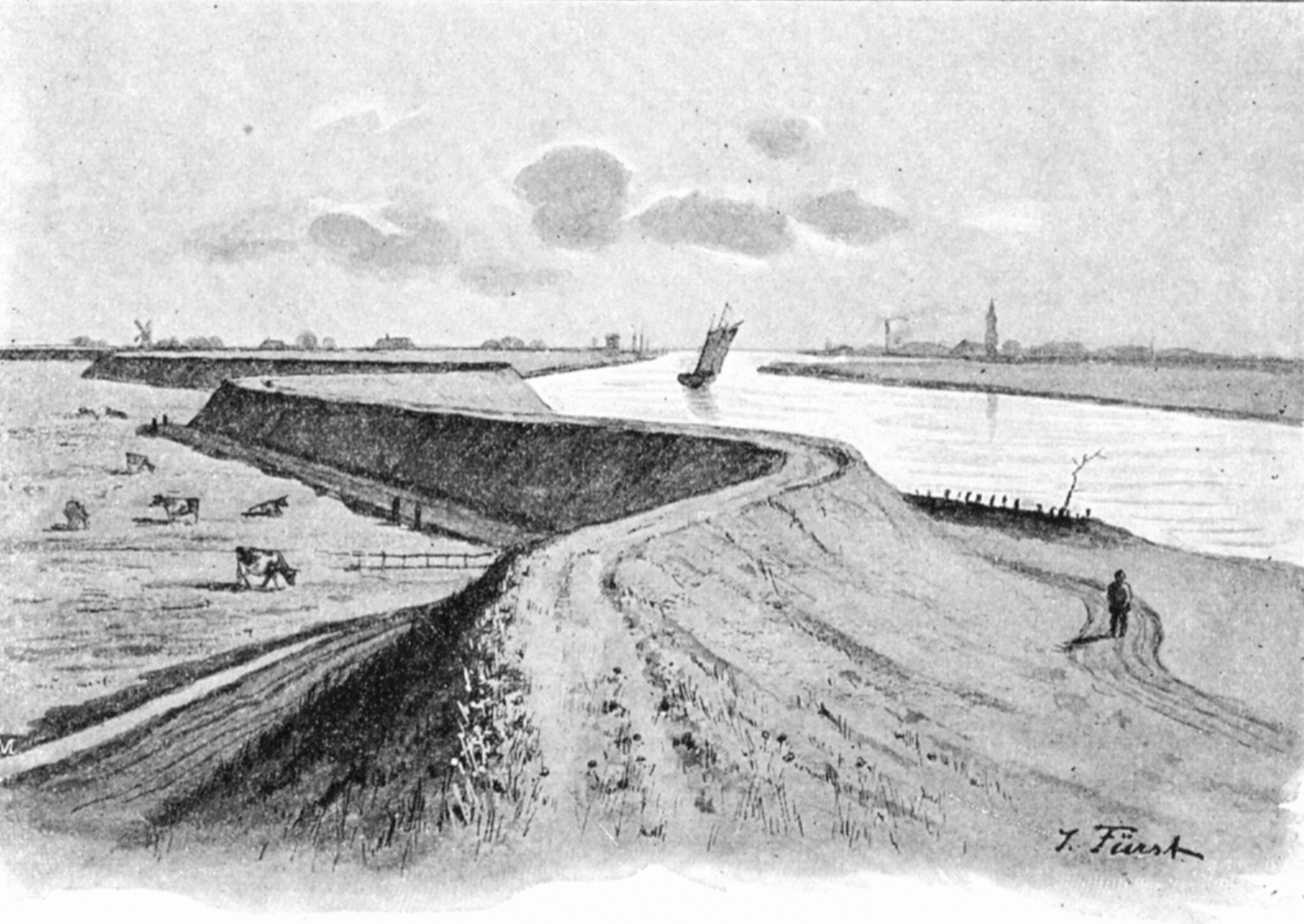
Eider bei Wollersum um 1895

Lange Zeit war Groven ein bedeutender Handelshafen für Dithmarschen, welcher unter Kontrolle des Geschlechts der Wollersen. Die Geschichte des Ortes wird vor allem durch die Nähe zur Eider geprägt. Bedeutende Einschnitte waren der Untergang der Siedlung Wollersum in den Jahren 1593 und wiederholt 1601 durch Fluten des Eiderstroms und die Isolation des Ortsteils Nesserdeich nach der Verlagerung des Flusslaufs als Insellage.
Die Fähre in Wollersum diente bis zur Errichtung der Eisenbahnbrücke in Sankt Annen im Zuge des Baus der Marschbahn im Jahr 1877 als wichtige Verbindung zwischen Dithmarschen und Nordfriesland.
Am 1. April 1934 wurde die Kirchspielslandgemeinde Lunden aufgelöst. Alle ihre Dorfschaften, Dorfgemeinden und Bauerschaften wurden zu selbständigen Gemeinden/Landgemeinden, so auch Groven.
Am 1. Juli 1936 wurden die Gemeinden Flehderwurth, Mahde-Wollersum und Nesserdeich, die bis 1934 der Kirchspielslandgemeinde Lunden angehörten, eingegliedert.
Noch bis zur Fertigstellung des Eidersperrwerks 1973 waren umfangreiche Küstenschutzmaßnahmen notwendig.

## Politik

### Gemeindevertretung
Bei der Kommunalwahl am 14. Mai 2023 wurden insgesamt sieben Sitze vergeben. Diese fielen erneut alle an die Wählergemeinschaft Groven. Die Wahlbeteiligung betrug 48,8 %.

### Wappen

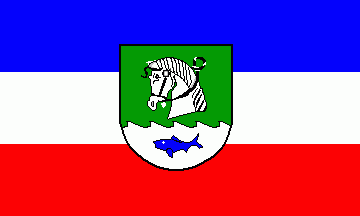
Flagge von Groven (de facto)

Blasonierung: „Über silbernem Wellenschildfuß, darin ein blauer Fisch, in Grün ein silberner, schwarz aufgezäumter Pferdekopf.“

## Kultur und Sehenswürdigkeiten

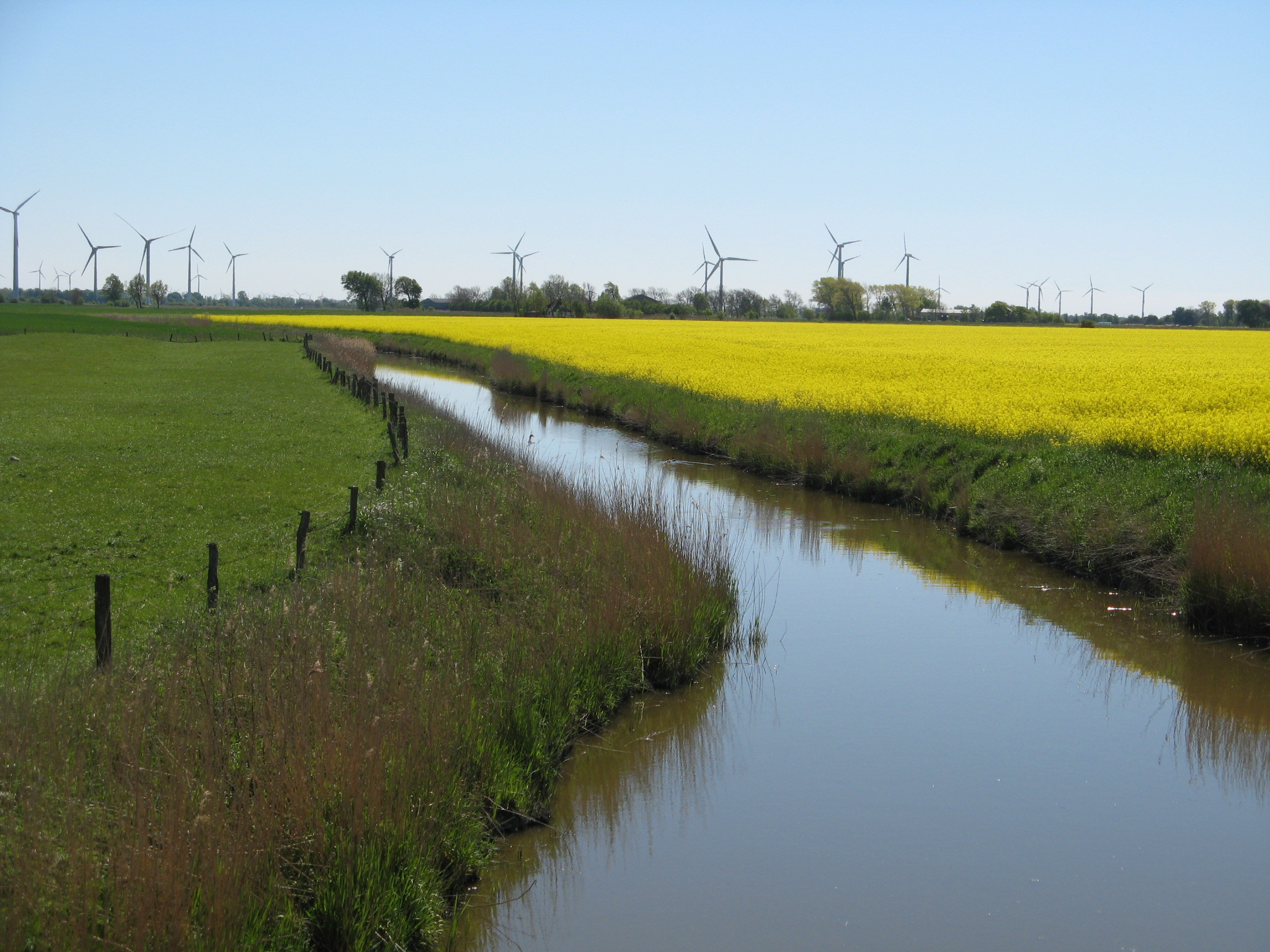
Entwässerungsgraben im Ortsteil Flehderwurth

Die Landschaft bietet sich vor allem zum Wandern und Radwandern an. In Wollersum, an der alten Fähranlagestelle, liegt eine Badestelle der Eider.

## Wirtschaft und Infrastruktur

### Verkehr
Die Gemeinde Groven kann per Autobahn (A 23) über die Autobahnzubringer Bundesstraße 5 bei Hemme oder Karolinenkoog angefahren werden.

### Öffentliche Einrichtungen
Über das Schöpfwerk Nesserdeich wird ein Großteil Nordostdithmarschens entwässert.

## Söhne und Töchter der Gemeinde
- Elisabeth Bruhn (1893–1944), gehenkte Widerstandskämpferin
- Heinrich Bruhn (1913–1986), Sohn von Elisabeth, Abgeordneter der Volkskammer